# Cityrunner Graz
Der Cityrunner Graz (Reihe 650) ist ein von Bombardier gebauter Straßenbahntyp für die Straßenbahn Graz. In den Jahren 2000 und 2001 wurden insgesamt 18 Garnituren mit den Nummern 651 bis 668 an die Grazer Verkehrsbetriebe (heute: Graz Linien) geliefert.

## Geschichte

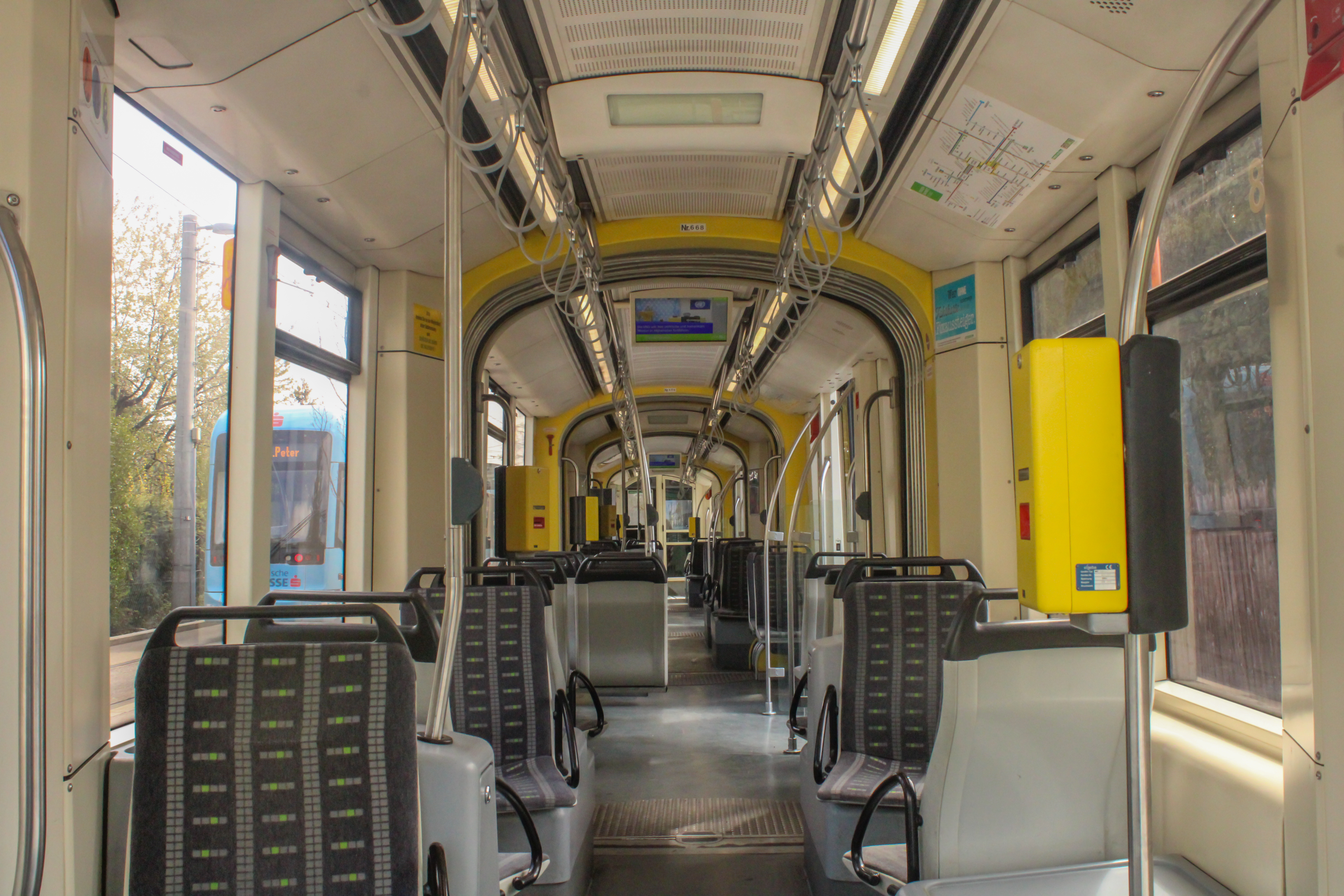
Innenraum eines Cityrunners

Ende der 1990er Jahre stellten die Garnituren der Serie 260 das Rückgrat der Straßenbahn Graz dar. Um einige dieser Garnituren zu ersetzen, veröffentlichte man eine europäische Ausschreibung zur Beschaffung von Niederflurwagen. Dabei bestand am Ende die Wahl zwischen den Fahrzeugtypen GT6N, Combino und Cityrunner. Die Grazer Verkehrsbetriebe hielten aufgrund des Fahrkartenverkaufs durch das Fahrpersonal eine breite vordere Einstiegstür für notwendig, welche der Combino nicht bot. Obwohl die Verkehrsbetriebe das Combino-Laufwerk bevorzugt hätten, welches allerdings nur bedingt für die Wagenbreite von lediglich 2,2 Metern geeignet gewesen wäre, wurde deshalb der Cityrunner von Bombardier Wien gewählt. Zunächst wurden zwölf Fahrzeuge bestellt, später sechs weitere. Die Laufwerke wurden bei Siemens SGP in Graz zusammengebaut, die elektrische Ausrüstung stammt von Kiepe Electric.
Der Cityrunner war der erste 100%ige Niederflur-Straßenbahnwagen für die Straßenbahn Graz. Aufgrund von Adaptierungsarbeiten an einigen Haltestellen wegen der Einstiegshöhe von 29 cm verzögerte sich die Auslieferung um ein paar Monate. Zusätzlich wurde die Remise Steyrergasse um 8,7 Mio. Euro ausgebaut.
In der Nacht auf den 3. November 2000 wurde der erste Cityrunner (Cityrunner 651) an die Grazer Verkehrsbetriebe ausgeliefert. Gemeinsam mit Oldtimern des Tramway Museum Graz wurde der erste Cityrunner feierlich am Gelände der Remise Steyrergasse präsentiert. Cityrunner 652 und 653 folgten im Februar 2001. Am 25. September 2001 wurde der letzte Cityrunner (Cityrunner 659) an die Grazer Verkehrsbetriebe ausgeliefert.
Die ersten Cityrunner wurden am 4. März 2001 auf der Linie 4 zwischen dem Stadion Liebenau und Andritz eingesetzt.

## Technik
Der Cityrunner der Straßenbahn Graz ist ein fünfteiliger Multigelenkwagen. Eine Garnitur ist insgesamt 27 m lang und 2,20 m breit. Die Leermasse beträgt 33,5 Tonnen. Die Höchstgeschwindigkeit beträgt 70 km/h. Ein Wagen bietet 51 Sitzplätze sowie 90 Stehplätze. Die Einstiegshöhe beträgt 29 cm. Die Garnituren wurden mit Monitoren im Innenraum geliefert sowie LCD-Anzeigen, welche im Zuge von Hauptuntersuchungen zwischen 2012 und 2020 durch orange LED-Anzeigen getauscht wurden. Die vier Doppeltüren haben jeweils eine lichte Weite von 1300 mm. Es ist jeweils eine mittig in den beiden laufwerkslosen Wagenteilen angeordnet, die anderen beiden Türen befinden sich vor dem ersten und hinter dem letzten Laufwerk.
Die drei Laufwerke sind nur geringfügig um 1,5 Grad gegenüber dem jeweiligen Wagenkasten ausdrehbar und dementsprechend nicht als Drehgestelle zu betrachten. Sie folgen dem ursprünglichen Cityrunner-Konzept mit Losradsätzen und Radnabenmotoren, um über die gesamte Länge des Fahrgastraums eine Fußbodenhöhe von 350 mm über der Schienenoberkante zu erreichen. Mit den Radnabenmotoren hatten sich beispielsweise beim T2000 der Straßenbahn Brüssel Probleme mit Erschütterungsemissionen ergeben, weil eine Abfederung gegenüber dem Rad nicht möglich ist. Deshalb wurde für den Cityrunner Graz ein Radtyp mit größerer in das Rad integrierter Federwirkung entwickelt. So beträgt die ungefederte Masse bei den Triebradpaaren jeweils 1505 kg und bei den Laufradpaaren 950 kg, ist also dennoch recht groß.
Es sind jeweils im vorderen und im hinteren Laufwerk alle Räder angetrieben, im mittleren Laufwerk dagegen keines. Die acht von Škoda gebauten flüssigkeitsgekühlten Motoren haben jeweils eine Dauerleistung von 50 kW. Es gibt vier IGBT-Wechselrichter, die jeweils die beiden Motoren zweier hintereinanderliegender Räder versorgen. Die Räder haben mit 715 mm (im Neuzustand) bzw. 635 mm (abgenutzt) einen für Niederflurwagen relativ großen Durchmesser. Der Radsatzstand der mit Außenlagerung ausgeführten Laufwerke beträgt 1850 mm. Zwischen den Radkästen ergibt sich ein mit 690 mm für Niederflurwagen recht breiter Durchgang.
Das vordere sowie die beiden hinteren Gelenke des Fahrzeugs erlauben nur eine Drehung um die Vertikale („Schwenken“), das zweite Gelenk hingegen auch um die Querachse („Nicken“).

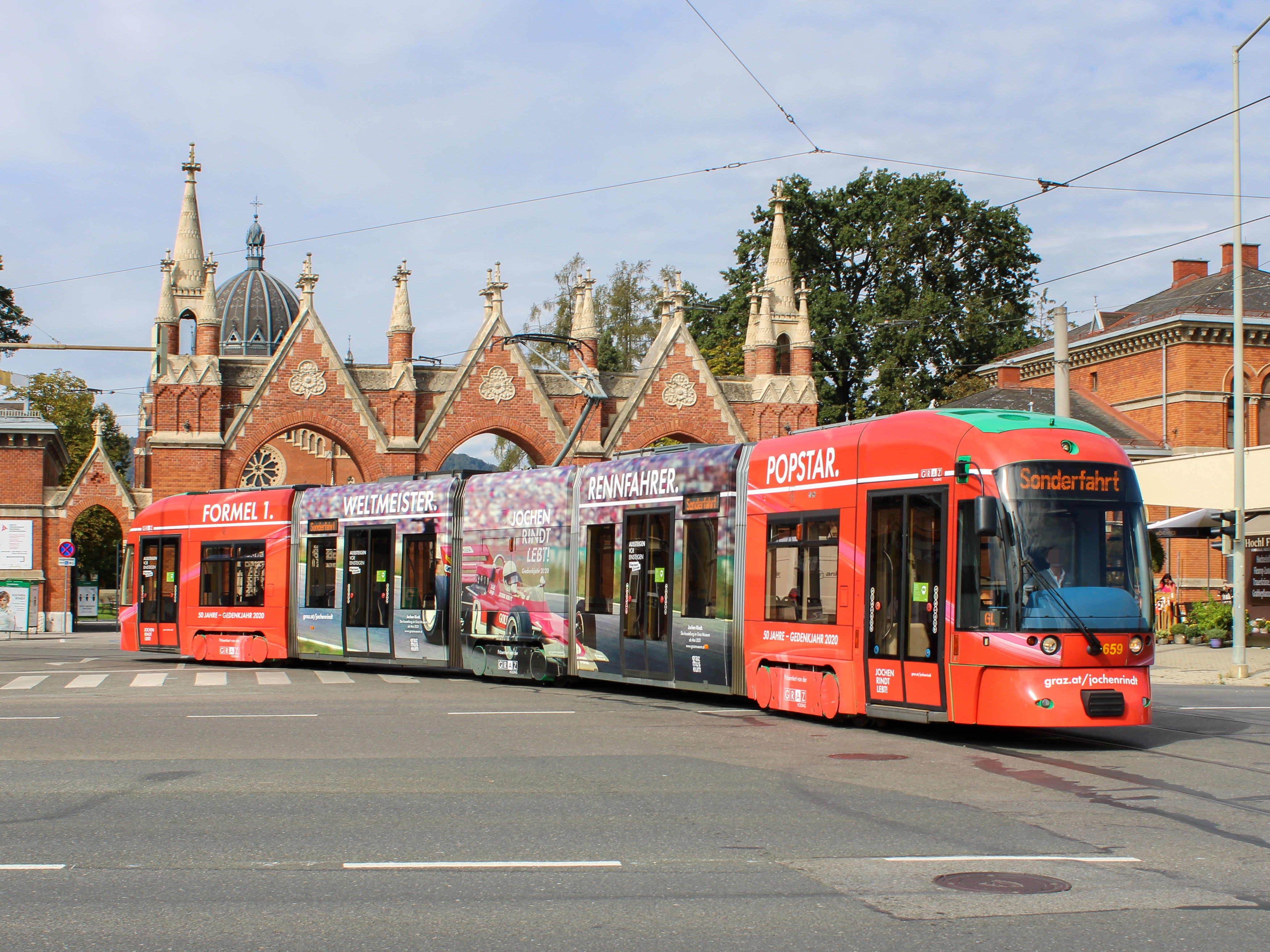
Cityrunner 659 vor dem Zentralfriedhof
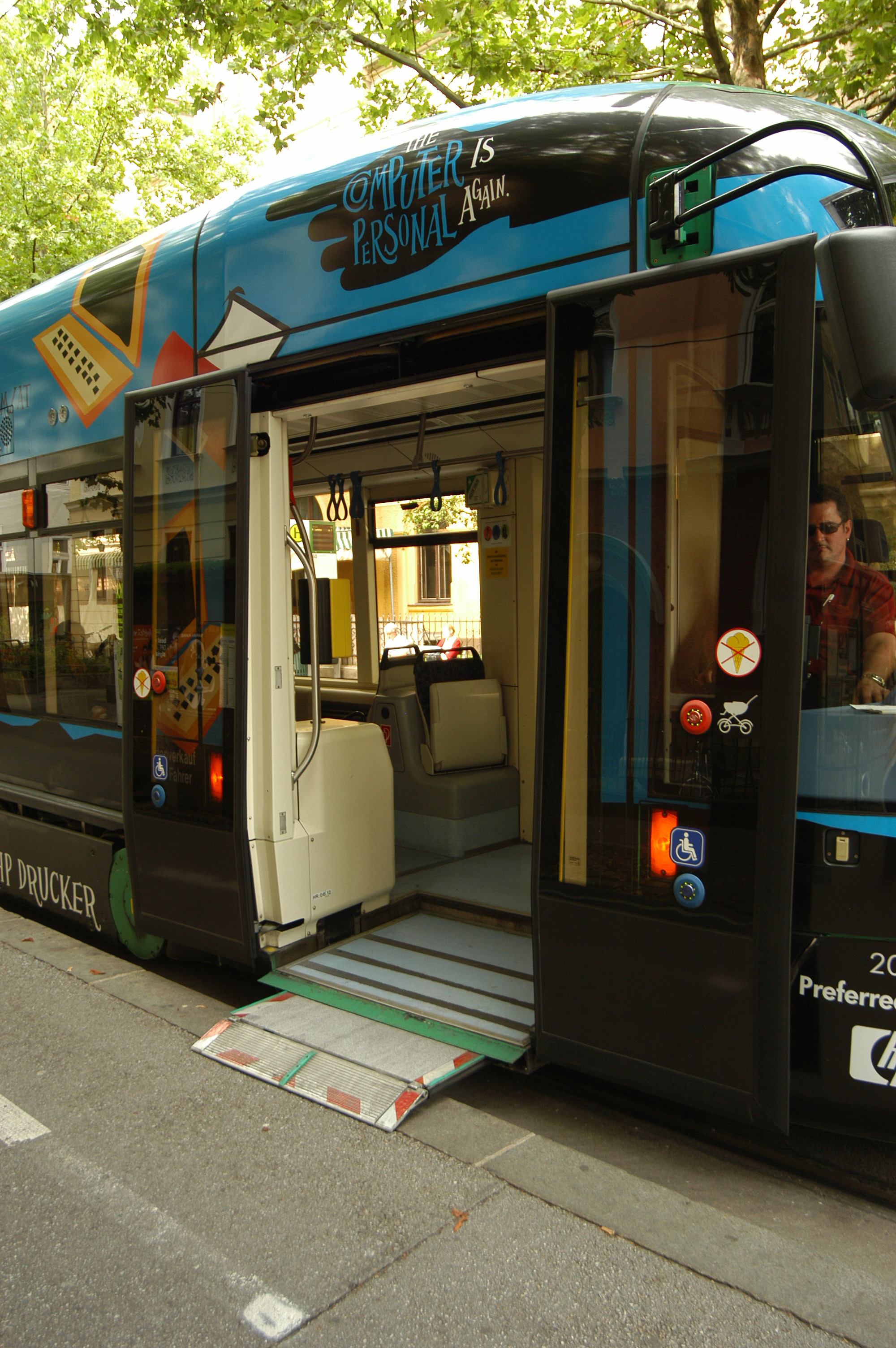
Rollstuhlrampe eines Cityrunners
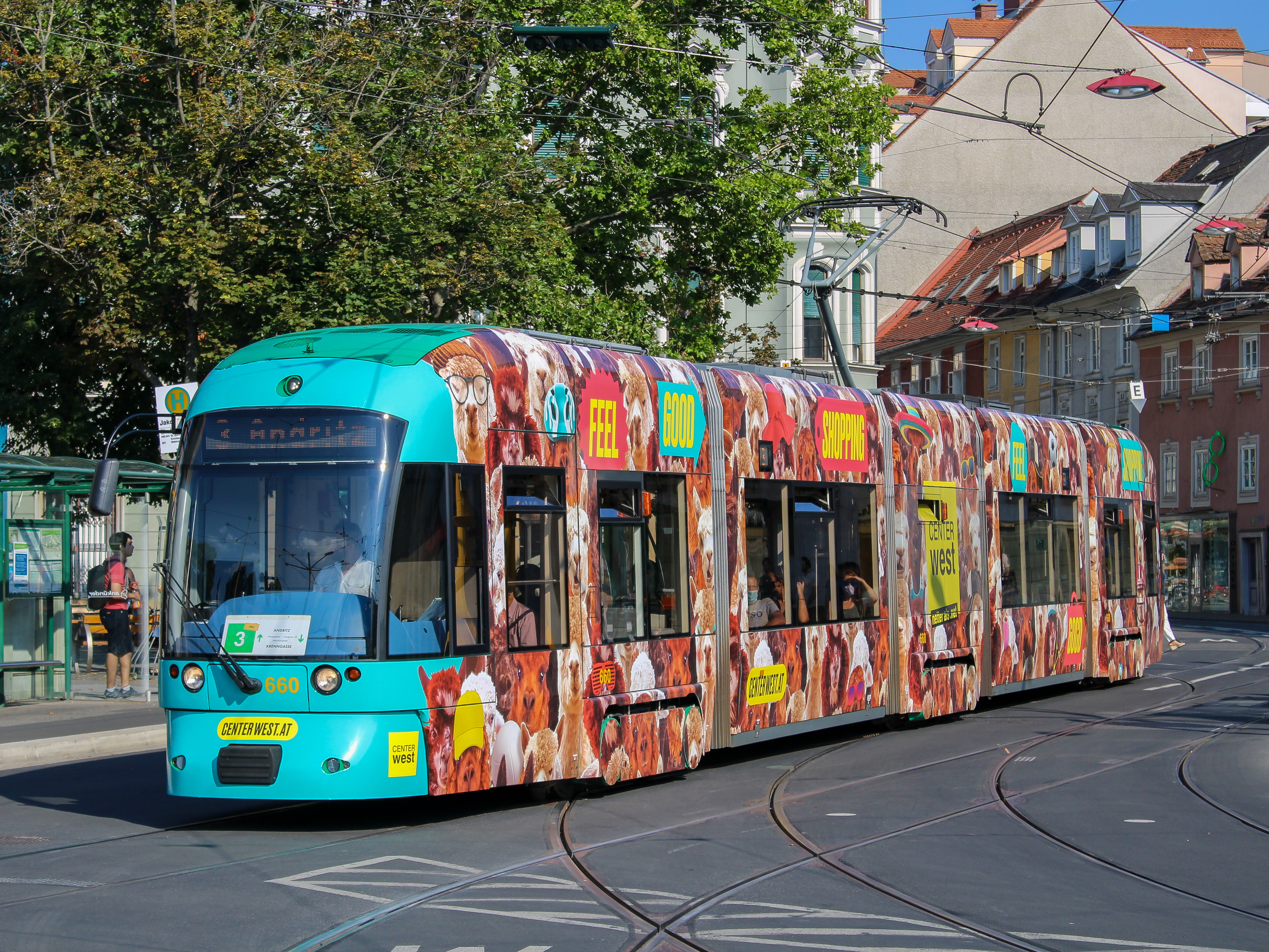
Cityrunner 660 am Jakominiplatz
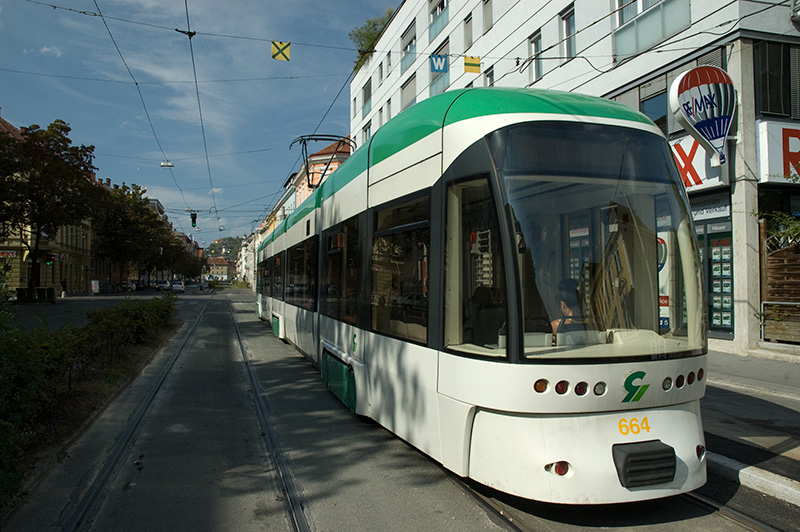
Das Heck von Cityrunner 664